# WordPerfect
WordPerfect er et tekstbehandlingsprogram, der i dag er ejet af Corel Corporation. I sidste halvdel af 1980'erne og i begyndelsen af 1990'erne var WordPerfect næsten standard inden for tekstbehandling. Siden blev markedet overtaget af Microsoft Word, der blev det førende tekstbehandlingsprogram, men WordPerfect har fortsat en relativ stor gruppe brugere. 
WordPerfect blev skabt i 1970'erne af Bruce Bastian og Alan Ashton, som grundlagde Satellite Software International, Inc i 1979. Version 1.0 udkom i 1980. Selskabet, som da det var som størst havde 4500 medarbejdere ændrede navn til WordPerfect Corporation i 1986. I 1994 blev WordPerfect solgt til Novell, som siden solgte det videre til Corel i 1996.
WordPerfect sælges i dag som WordPerfect Office sammen med Quattro Pro, Presentation, Paradox og WordPerfect MAIL.
WordPerfect Document, WPD, er filformatet, som WordPerfect anvender som standardformat. Formatet er været uforandret siden version 6.1 af WordPerfect, der udkom i 1993.
Tidlige versioner af WordPerfect gjorde udstrakt brug af funktionstasterne F1 til F12, øverst på tastaturet. Det var helt almindeligt at have et stykke pap monteret oven over disse taster, med forklaring på deres funktioner i programmet.

## Eksterne link
- www.wordperfect.com
- How Did WordPerfect Go Wrong?", infoworld.com

| Software | Spire Denne artikel om software og programmering er en spire som bør udbygges. Du er velkommen til at hjælpe Wikipedia ved at udvide den. |